# Sint-Johannes de Doperkerk (Keulen)
De Sint-Johannes de Doperkerk is een rooms-katholieke kerk in de Duitse stad Keulen. De kerk is gelegen aan de Severinstraße.

## Geschiedenis
De kerk is een van de oudste kerken in de stad. Ze werd in 948 voor het eerst vermeld en is sinds het jaar 1080 als parochiekerk bekend.
Tijdens de bombardementen op de stad werd de kerk tussen 1943 en 1944 bijna volledig verwoest. Daarbij werd de toren geheel en het koor tot op de basis vernietigd. Een deel van de zijschepen en het middenschip bleven staan. De kerk werd in de jaren 1960-1962 door de architect Karl Band in de stijl van een basiliek met een westelijke toren van baksteen vervangen. Het oude middenschip werd in de nieuwbouw geïntegreerd.
De Sint-Johannes de Doperkerk behoort tot de kerkgemeente Sint-Severinus en staat onder de hoede van de Förderverein Romanische Kirchen Köln. Sinds 2009 biedt de kerk onderdak aan CRUX, het pastorale centrum voor de jeugd van het aartsbisdom Keulen.
In het jaar 2004 raakte de 44 meter hoge kerktoren op 29 september voor enige tijd 77 cm uit het lood door werkzaamheden in het kader van de aanleg van de Nord-Süd-Stadtbahn. De toren werd in de media bekend onder de naam "de scheve toren van Keulen". Om instorting van de toren te verhinderen werd de toren met zes stalen dragers ondersteund. De kerktoren zou tijdens de Wereldjongerendagen in 2005 weer worden rechtgezet maar het plan werd eerst op 26 oktober 2005 verwezenlijkt. Het herstel van de toren kostte ongeveer € 1.000.000, een bedrag dat door de verzekering van het Keulse Verkeersbedrijf moest worden uitgekeerd.

## Interieur
- Een zittende Madonna van circa 1320
- Een reliekschrijn van Sint-Antonina uit de 2e helft van de 14e eeuw
- Een doopbekken van messing uit 1566
- Moderne gekleurde beglazing van de hand van Willi Strauss (1963)
- Twee bronzen adelaars op consoles uit 1619 en 1723

## Klokken
In de toren hangen zes bronzen klokken. Voor de oorlog hingen er vier klokken, waarvan de drie kleine barokke klokken vernietigd werden. De grote klok van 700 kg uit het jaar 1400 is tegenwoordig in particulier bezit.
| Nr. | Naam      | Gietjaar | Gieter, gegoten te           | Doorsnee (mm) | Gewicht (kg) | Slagtoon (HT-1/16) |
| --- | --------- | -------- | ---------------------------- | ------------- | ------------ | ------------------ |
| 1   | Arnold    | 1958     | Feldmann & Marschel, Münster | 1300          | 1400         | es1 −5             |
| 2   | Antonia   | 1958     | Feldmann & Marschel, Münster | 1090          | 800          | ges1 −4            |
| 3   | Maria     | 1959     | Feldmann & Marschel, Münster | 965           | 550          | as1 −5             |
| 4   | Jozef     | 1959     | Feldmann & Marschel, Münster | 837           | 350          | b1 −6              |
| 5   | Anna      | 1959     | Feldmann & Marschel, Münster | 802           | 320          | ces2 −6            |
| 6   | Catharina | 1959     | Feldmann & Marschel, Münster | 712           | 220          | des2 −9            |

## Afbeeldingen

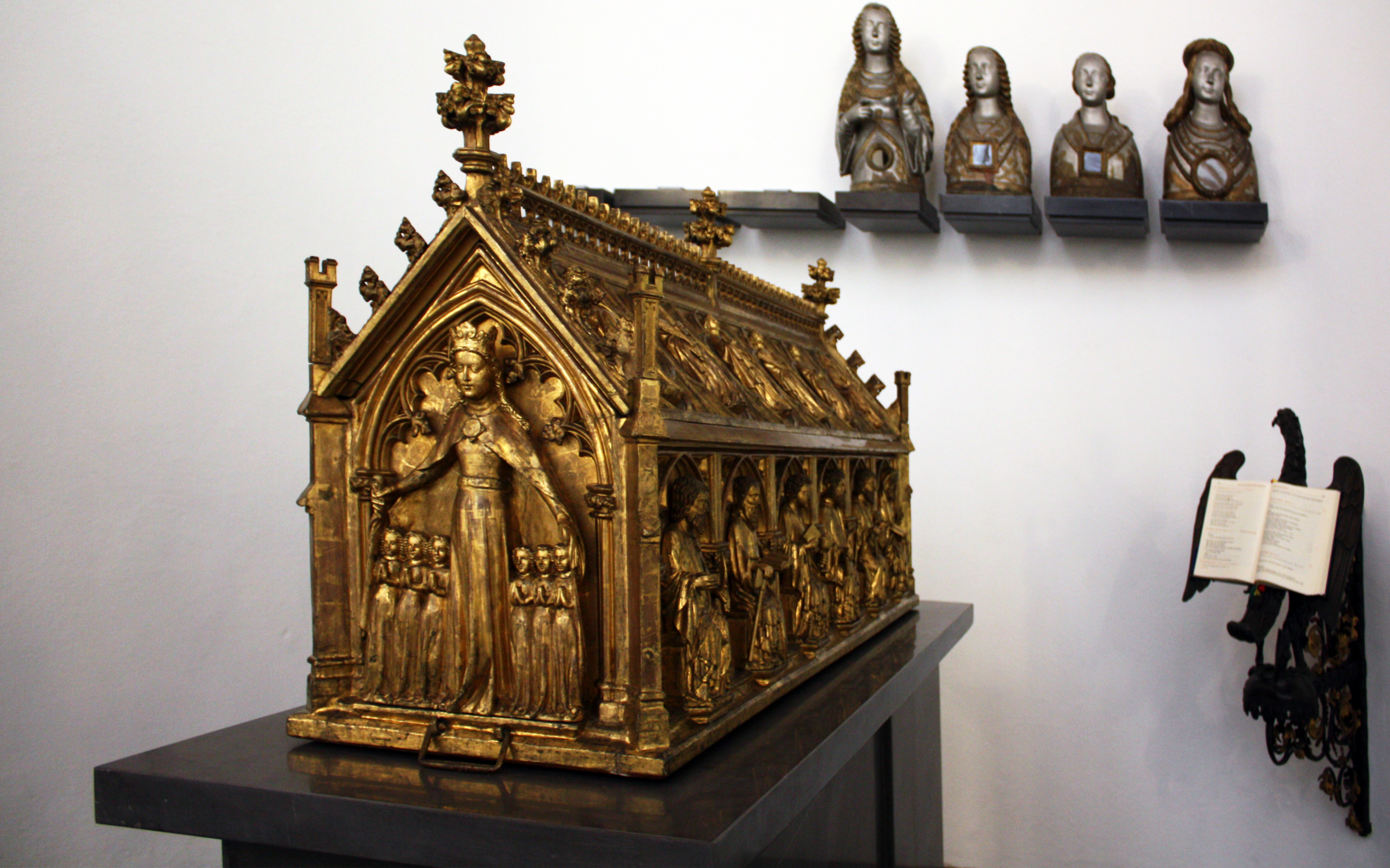
reliekschrijn
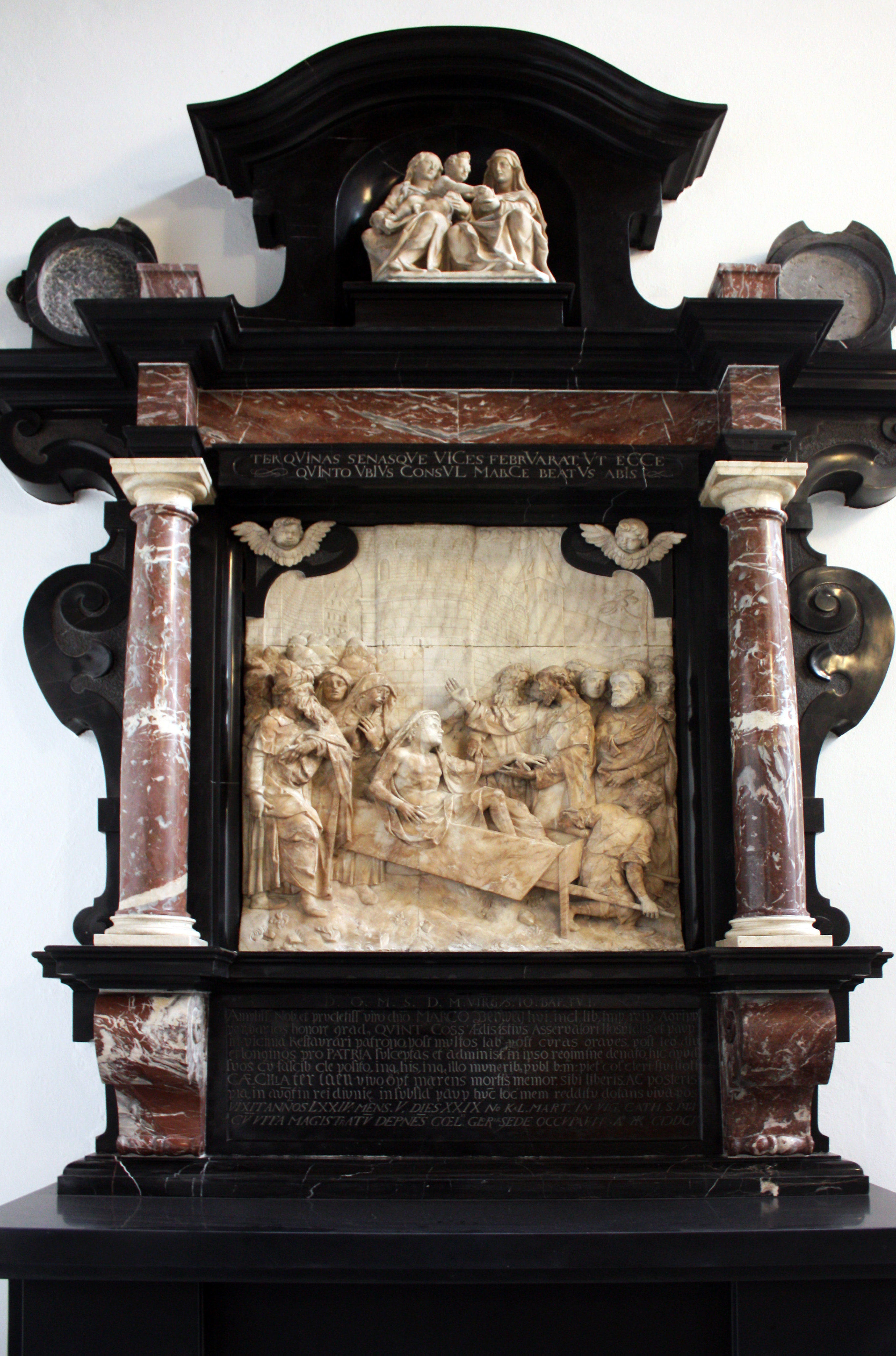
altaar (1605)
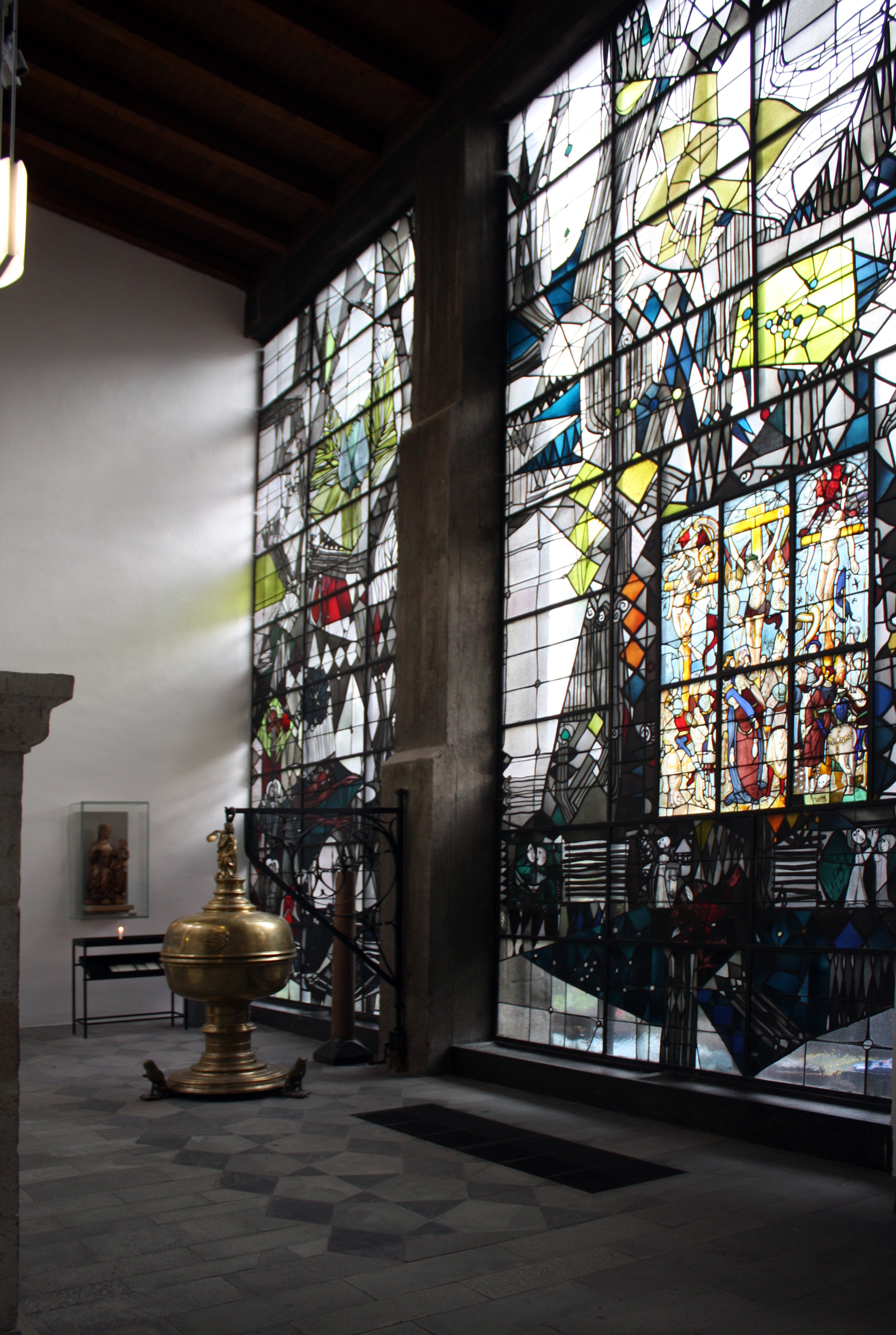
Zuidelijk zijschip
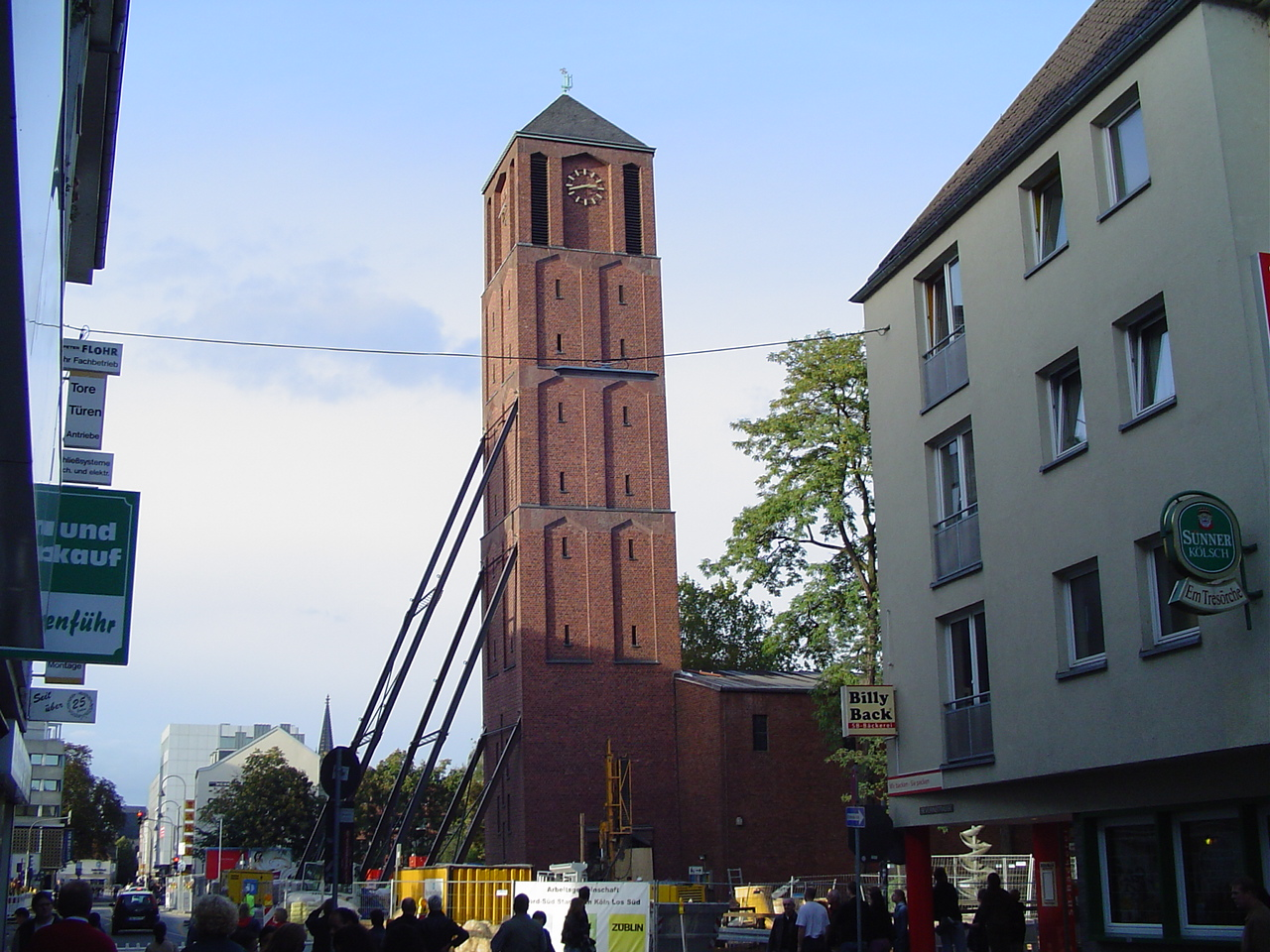
De scheve toren van Keulen in 2004